# Marcelo Ramírez
Marcelo Antonio Ramírez Gormaz (Santiago, 1965. május 29. –) chilei válogatott labdarúgókapus.

## Pályafutása

### Klubcsapatban
Pályafutása során egyetlen csapatban a Colo-Colóban játszott. 1984 és 2001 között hét bajnoki címet szerzett és 1991-ben megnyerte csapatával a Libertadores-kupát. Több, mint 600 mérkőzésen lépett pályára pályafutása során. 1990-ben rövid ideig a Naval csapatánál szerepelt kölcsönben.

### A válogatottban
1993 és 2001 között 38 mérkőzésen szerepelt a chilei válogatottban. Részt vett az 1993-as, az 1995-ös és az 1999-es Copa Américán, valamint az 1998-as világbajnokságon, ahol második számú kapusnak számított.

## Sikerei, díjai
Colo-Colo
- Chilei bajnok (7): 1986, 1989, 1991, 1993, 1996, 1997 Apertura, 1998
- Copa Libertadores győztes (1): 1991
- Recopa Sudamericana győztes (1): 1991
- Copa Interamericana (1): 1992